# Гантмахер Всеволод Феліксович
Всеволод Феліксович Гантмахер (8 жовтня 1935, Москва — 5 березня 2015, Черноголовка) — радянський, російський фізик, академік РАН, головний редактор журналу «Письма в ЖЭТФ».

## Біографія
Народився в сім'ї математика Ґантмахера Фелікса Рувимовича і його дружини Асі Овсіївни Лернер. У 1959 році закінчив радіофізичний факультет Московського фізико-технічного інституту. Ще студентом у 1957 році почав роботу в Інституті фізичних проблем Академії Наук СРСР (ІФП АН СРСР) (нині Інститут фізичних проблем ім. П. Л. Капиці РАН)
У 1964 році захистив кандидатську дисертацію і почав працювати в Інституті фізики твердого тіла АН СРСР в Черноголовці, при цьому продовжуючи наукову діяльність в ІФП АН СРСР.
У 1967 році відбувся захист докторської дисертації «Розмірні ефекти в металах».
Починаючи з 1964 року, викладав в Московському фізико-технічному інституті, а з 2000 року і в Московському державному університеті. З 1990 року він головний редактор одного з провідних російських фізичних журналів «Письма в ЖЭТФ».
У 1997 році був обраний членом-кореспондентом Російської академії наук.
У 2009 році вченому була присуджена Золота медаль імені П. Л. Капиці за цикл робіт «Колективні явища в електронних системах при низьких температурах».
У 2011 році був обраний академіком Російської академії наук.
Похований Всеволод Гантмахер на Донському кладовищі.

## Основні наукові досягнення
У перший період свого наукового життя експериментально відкрив принципово новий тип проникнення електромагнітних хвиль в метал в магнітному полі у вигляді специфічної спіральної стоячій хвилі. Цей ефект називають радіочастотним розмірним ефектом або ефектом Гантмахера, а самі хвилі — хвилями Гантмахер-Канера(зареєстровано, як відкриття СРСР "Электромагнитные всплески в проводящей среде", диплом No 80,  пріоритет відкриття: 24 жовтня 1962 р., автори М. Я. Азбель, В. Ф. Гантмахер, Е. А. Канер)
Потім зайнявся вивченням електронного розсіювання. Їм були виміряні ймовірності електрон-фононного розсіювання в олові, індії, вісмут, сурму, вольфрамі, молібдені й міді та пояснені особливості електрон-фононного розсіювання в напівметалах. В результаті їм була спільно з І. Б. Левінсоном написана книга «Розсіювання носіїв струму в металах і напівпровідниках». Книга вийшла в 1984 році на російській і в 1987 році англійською мовами.
Наступним етапом наукової діяльності В. Ф. Гантмахера було вивчення транспортних властивостей при низьких температурах у фотозбуджених напівпровідниках. Спільно з В. Н. Звєрєвим їм був виявлений в германії новий вид осциляцій електричних властивостей в магнітному полі — магнітодомішкові осциляції, які були викликані непружним резонансним розсіюванням носіїв на дрібних домішках. Результати досліджень увійшли до книги «Landau Level Spectroscopy»
В останні роки досліджував транспортні властивості високорезістівних металевих сплавів і сімейств матеріалів, до яких належать високотемпературні надпровідники. Останнє досягнення в цій галузі — доказ існування руйнуються магнітним полем локалізованих пар на діелектричній стороні переходу надпровідник-діелектрик.

## Основні роботи
- Гантмахер В. Ф., Левінсон І. Б. Розсіювання носіїв струму в металах і напівпровідниках. — М .: Наука, 1984. — 352 с.
- Landau Level Spectroscopy / Ed. by G. Landwehr and EI Rashba. North-Holland, 1990;
- Електрони в невпорядкованих середовищах. М .: Физматлит, 2003 (3-е изд. М., 2013).
- Див. також [8]